# Голубянка тугайная
Голубянка тугайная (лат. Glaucopsyche charibdis) — дневная бабочка из семейства голубянок.

## Этимология латинского названия
Латинское название вида — charibdis — восходит к имени морского чудовища Харибды из греческой мифологии. Харибда в древнегреческом эпосе была олицетворенным представлением всепоглощающей морской пучины (этимологически Харибда означает «водоворот»). В Одиссее Харибда изображалась как морское божество, обитающее в проливе под скалой, которая служила местопребыванием Скиллы.

## Описание
Длина переднего крыла у самцов достигает 22-32 мм, у самок — 21-30 мм. Крылья самцов на верхней стороне голубые с фиолетовым оттенком и чёрно-бурым не сильно узкой внешней прикраевой каймой. Нижняя сторона крыльев — серая. Передние крылья имеют поперечный удлиненный глазкок на конце срединной ячейки и слабо изогнутый ряд крупных чёрно-бурых «глазков». Задние крылья на нижней стороне имеют штриховидный «глазок». Верхняя сторона крыльев самок бурая, иногда с голубым напылением из чешуек.

## Ареал и места обитания
Ареал вида охватывает территорию таких стран, как Узбекистан, Таджикистан, а также Туркменистан. В Узбекистане бабочки обитают в пойме реки Сурхандарья у посёлков Кокайты и Аккурган, пойме реки Зеравшан у городов Самарканд, а также в Приамударынских Кызылкумах и Центральной Фергане.
Местами обитания тугайной голубянки являются туранговые тугайные леса вдоль русел равнинных рек и их окрестности, пойменные леса речных или оазисных долин, в долинах и поймах степных и полупустынных рек, где произрастает кормовое растение гусениц. По берегам оросительных каналов и арыков может вторично проникать на орошаемые земли.

## Биология
Образ жизни вида недостаточно изучен. За год развивается в одном поколении. Время лёта бабочек происходит в апреле-мае. После спаривания самки откладывают яйца по штучно на различные части кормового растения гусениц, которыми выступает многолетнее травянистое растение семейства Бобовые — солодка голая Glycyrrhiza glabra.
Ранее вид был обычен в местах своего обитания, но за последние десятилетия численность резко сократилась. Основными лимитирующими факторами является уничтожение тугайных лесов и кормового растения гусениц вследствие хозяйственной деятельности человека.

## Охрана
Вид включен в Красную книгу Узбекистана — статус 2: «уязвимый, сокращающийся, мозаично распространенный южнотуранский эндемичный вид». Охраняется на территории Зеравшанского и Кызылкумского заповедников.